# Primeiro Parlamento da Grã-Bretanha

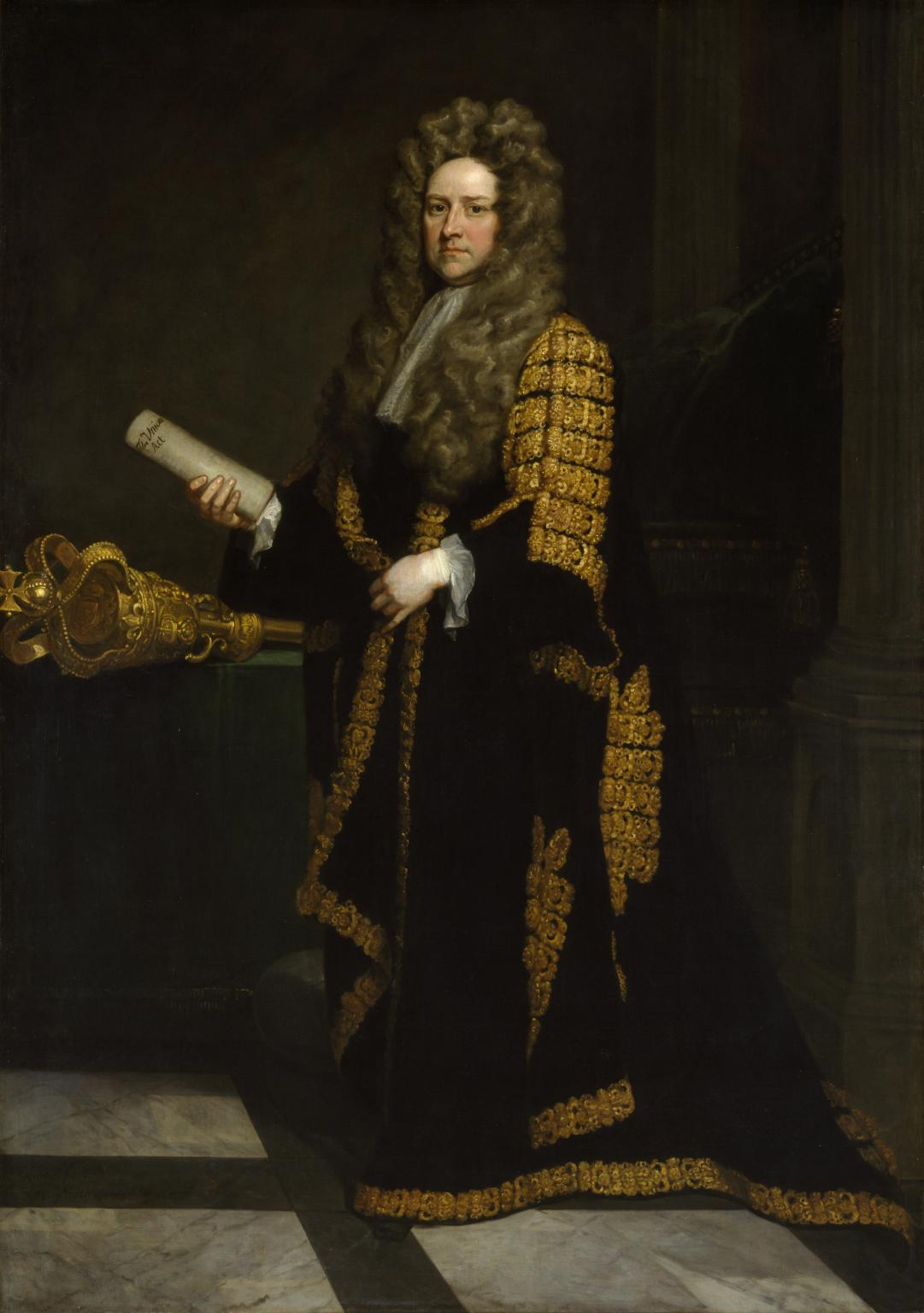
Retrado do John Smith, Smith foi o primeiro palestrante da legislatura britânica recém-unificada.

O primeiro Parlamento do Reino da Grã-Bretanha foi estabelecido em 1707 após a fusão do Reino da Inglaterra e do Reino da Escócia. Na verdade, foi a 4ª e última sessão do 2º Parlamento da Rainha Ana devidamente renomeada: nenhuma nova eleição foi realizada na Inglaterra ou no País de Gales, e os membros existentes da Câmara dos Comuns da Inglaterra sentaram-se como membros da nova Câmara dos Comuns da Grã-Bretanha. Na Escócia, antes da união entrar em vigor, o Parlamento escocês nomeou dezesseis pares (ver pares representativos) e 45 membros do Parlamento para se juntarem aos seus homólogos ingleses em Westminster.